# صدقيان
صدقيان هي قرية في مقاطعة سلماس، إيران. يقدر عدد سكانها بـ 925 نسمة بحسب إحصاء 2016.